# Manuel Leôncio Galrão

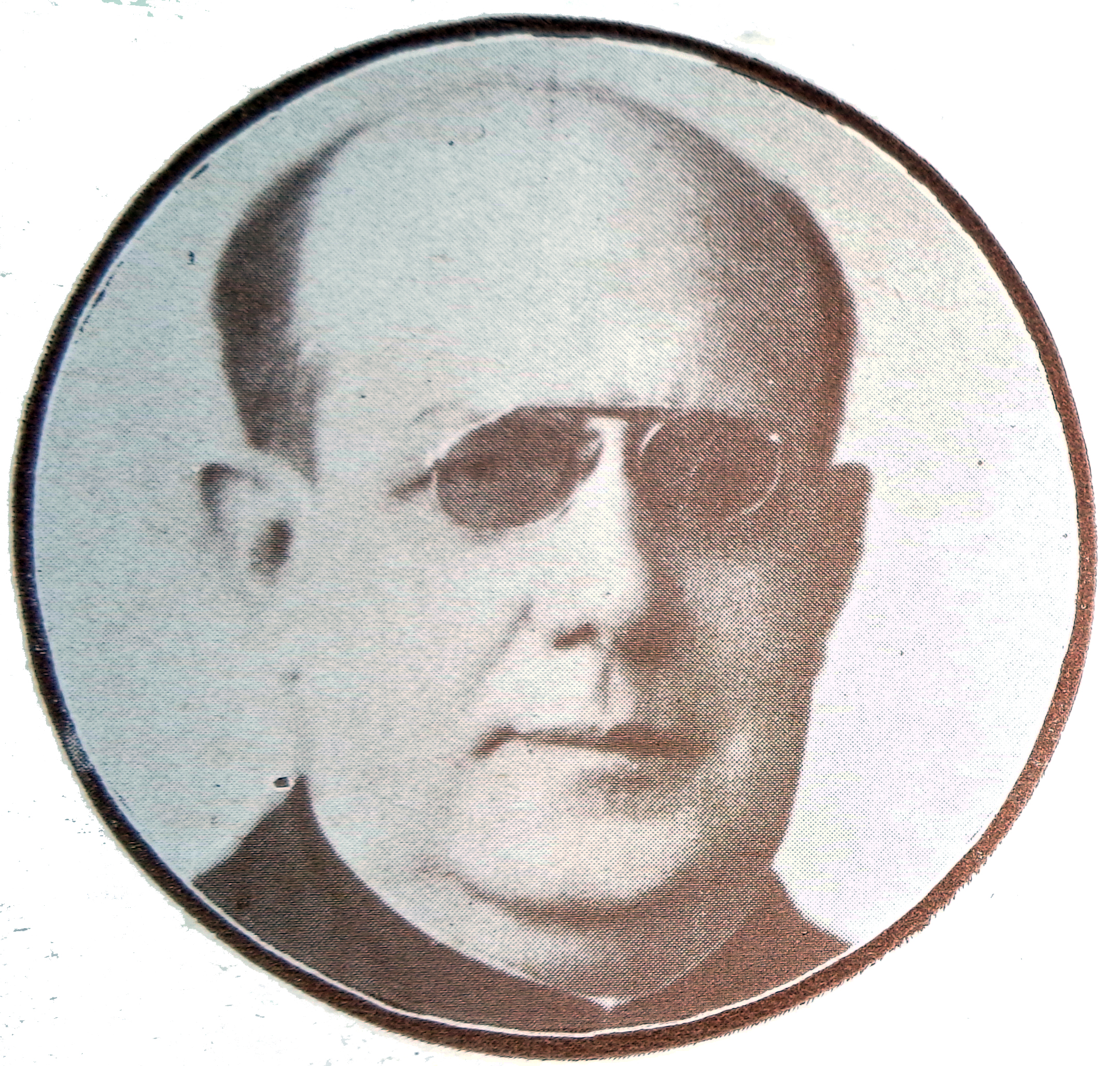

Manuel Leôncio Galrão (Jaguaribe, 14 de fevereiro de 1864 — ?, ?) foi um padre, professor, jornalista e político brasileiro. Exerceu o mandato de deputado federal constituinte pela Bahia em 1934.

## Biografia
Filho de Leôncio Egídio Galrão e Eudóxia Freire de Carvalho Galrão, Manuel Leôncio Galrão nasceu na cidade de Jaguaribe, na Bahia, em 14 de fevereiro de 1864. Estudou no Seminário da Bahia e foi ordenado padre em Recife, em Pernambuco, em março de 1887. Também em 1887, tornou-se professor de filosofia e direito natural no próprio Seminário da Bahia. No ano seguinte, prestou concurso para a freguesia de São Vicente Ferreira de Areia, atualmente Ubaíra. Foi aprovado na primeira posição e nomeado vigário colado pelo Império em julho de 1889.
Em Areia, Leôncio Galrão iniciou sua carreira na política em 1890 ao se filiar à corrente liderada por José Gonçalves da Silva, nomeado governador da Bahia naquele ano pelo então presidente Deodoro da Fonseca. Em 1893, a oposição local o elegeu para o Conselho Municipal de Areia, que presidiu. No ano seguinte, tornou-se prefeito de Areia, cargo que ocupou por dois mandatos, entre 1894 a 1902.
Quatro anos depois de deixar a prefeitura de Areia, em 1906, foi eleito para o Senado estadual da Bahia, que presidiu em 1910, sendo, consequentemente, vice-governador do estado, governado à época por João Ferreira de Araújo Pinho. O governador renunciou ao cargo em 13 de dezembro de 1911, mas Leôncio Galrão alegou se sentir ameaçado de morte pela luta política que ocorria no estado.
Em 1918, Leôncio Galrão foi eleito deputado federal pela Bahia, reelegendo-se em 1921. Em seu segundo mandato como deputado, participou da campanha que promovia a candidatura à presidência da República de Nilo Peçanha na eleição de 1922, a chamada Reação Republicana. No entanto, Peçanha foi derrotado por Artur Bernardes. O apoio a Nilo Peçanha custou a Leôncio Galrão um novo mandato como deputado federal. Em 1924, Galrão foi novamente eleito ao cargo, mas a Comissão de Verificação de Poderes da Câmara não reconheceu sua eleição pela participação na Reação Republicana. Impedido de atuar como deputado, candidatou-se e elegeu-se novamente senador estadual em 1925.
Leôncio Galrão conseguiu se eleger deputado federal novamente em 1933, desta vez para a Assembleia Constituinte de 1934. Foi deputado até 1937, quando, em novembro, o Estado Novo suprimiu os órgãos do poder legislativo brasileiro.

Enquanto prefeito de Areia, Leôncio Galrão fundou e dirigiu o jornal A Tribuna. Além disso, colaborou em diversos veículos de Salvador e do interior baiano.